# 车公庄站
車公庄站是一个位于中国北京市西城区展览路街道与新街口街道交界处的车公庄地区，西二环路、阜成门北大街、车公庄大街、平安里西大街交叉口的官园桥下方，属于北京地铁2号线和6号线的地铁换乘站。

## 位置
车公庄站位于二环路上，西直门南大街－阜成门北大街（二环，南北向）和车公庄大街－平安里西大街（平安大街，东西向）交汇的官园桥下。2号线车站跨路口呈南北向布置，6号线车站位于路口西侧，呈东西向布置。

## 结构
2号线车站为地下二层岛式车站；6号线车站为地下三层车站，采用分离岛式站台；2号线设有2个出口，6号线设6个出入口通道。
| 地面层                           | 出入口                | A–H出入口                        |
| 地下一层 2号线站厅层             | 2号线站厅             | 票务服务、自动售票机、一卡通充值 |
| 地下二层 2号线站台层 6号线站厅层 | 6号线站厅             | 票务服务、自动售票机、一卡通充值 |
| 地下二层 2号线站台层 6号线站厅层 | 2号线内环（西直门）   |                                  |
| 地下二层 2号线站台层 6号线站厅层 | 岛式站台，左側開门    |                                  |
| 地下二层 2号线站台层 6号线站厅层 | 2号线外环（阜成门）   |                                  |
| 地下三层 6号线站台层             |                       | 6号线往金安桥（车公庄西）        |
| 地下三层 6号线站台层             | 岛式站台，左側開门    |                                  |
| 地下三层 6号线站台层             | 6号线往潞城（平安里） |                                  |

该站临近梅兰芳大剧院，因此在6号线的站台及站厅侧墙分别设置主题艺术墙《彩韵国粹》和《京韵京华》。

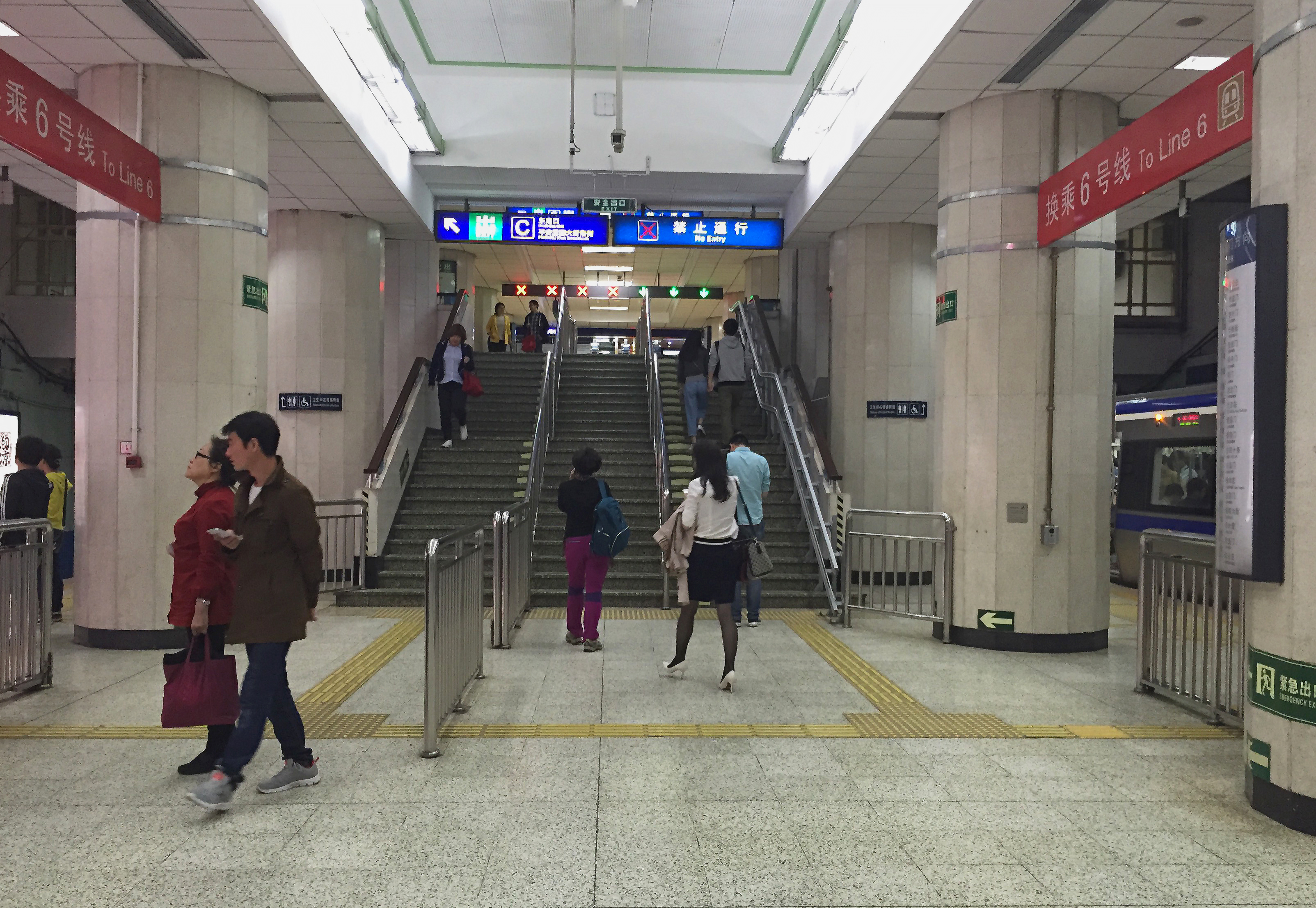
2号线南侧进出站通道（2016年4月摄）
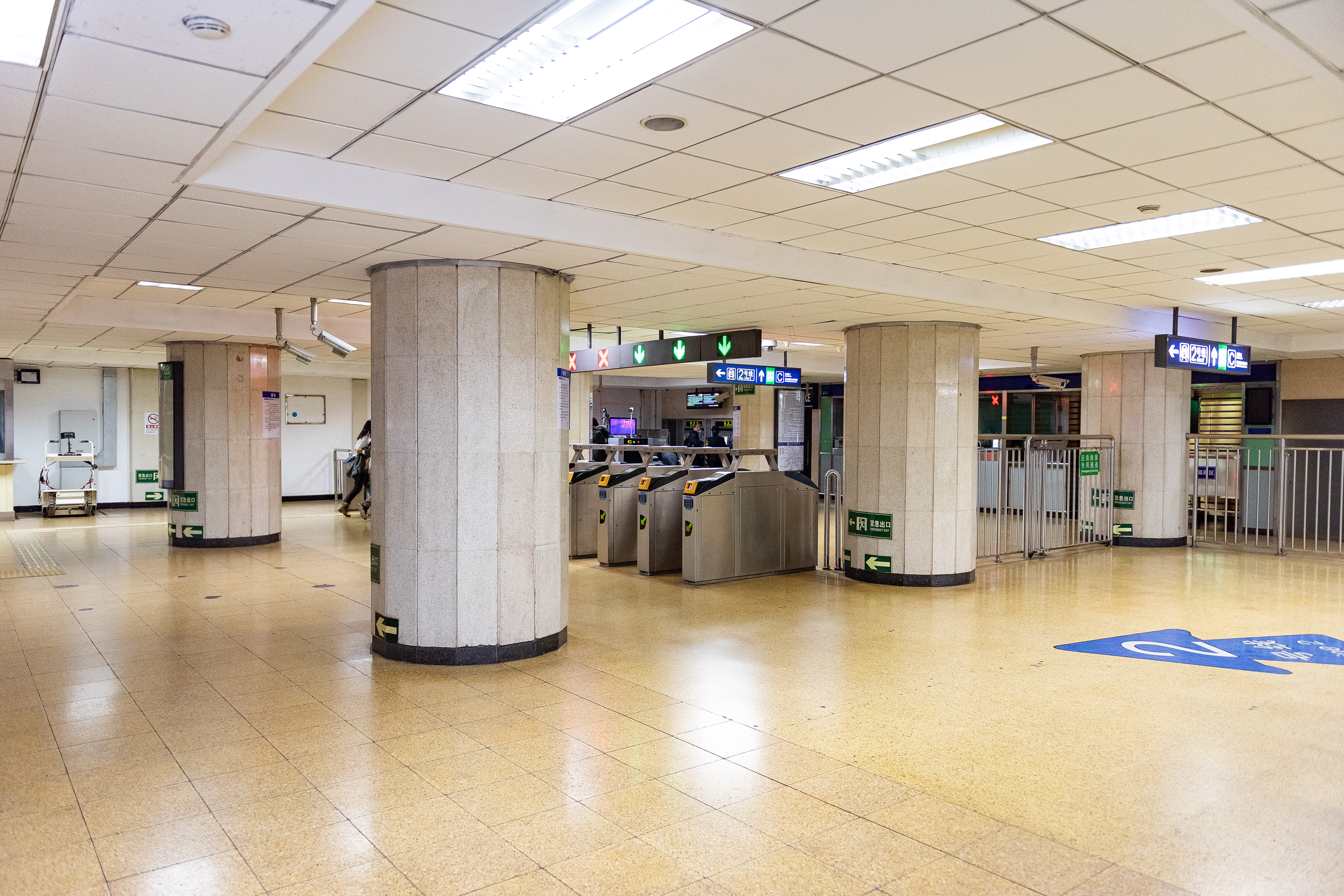
2号线南站厅（2021年4月摄）
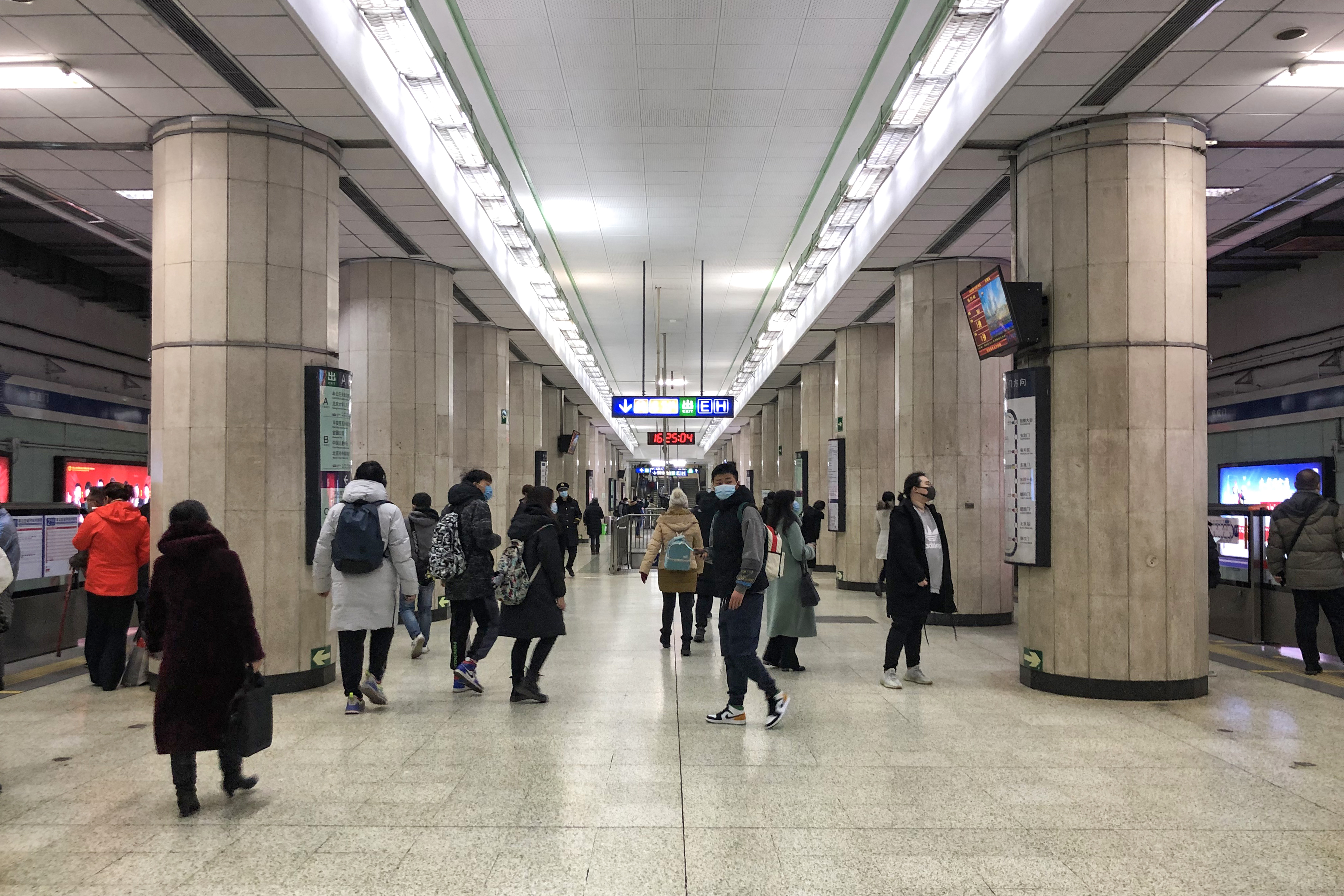
2号线站台（2020年12月摄）
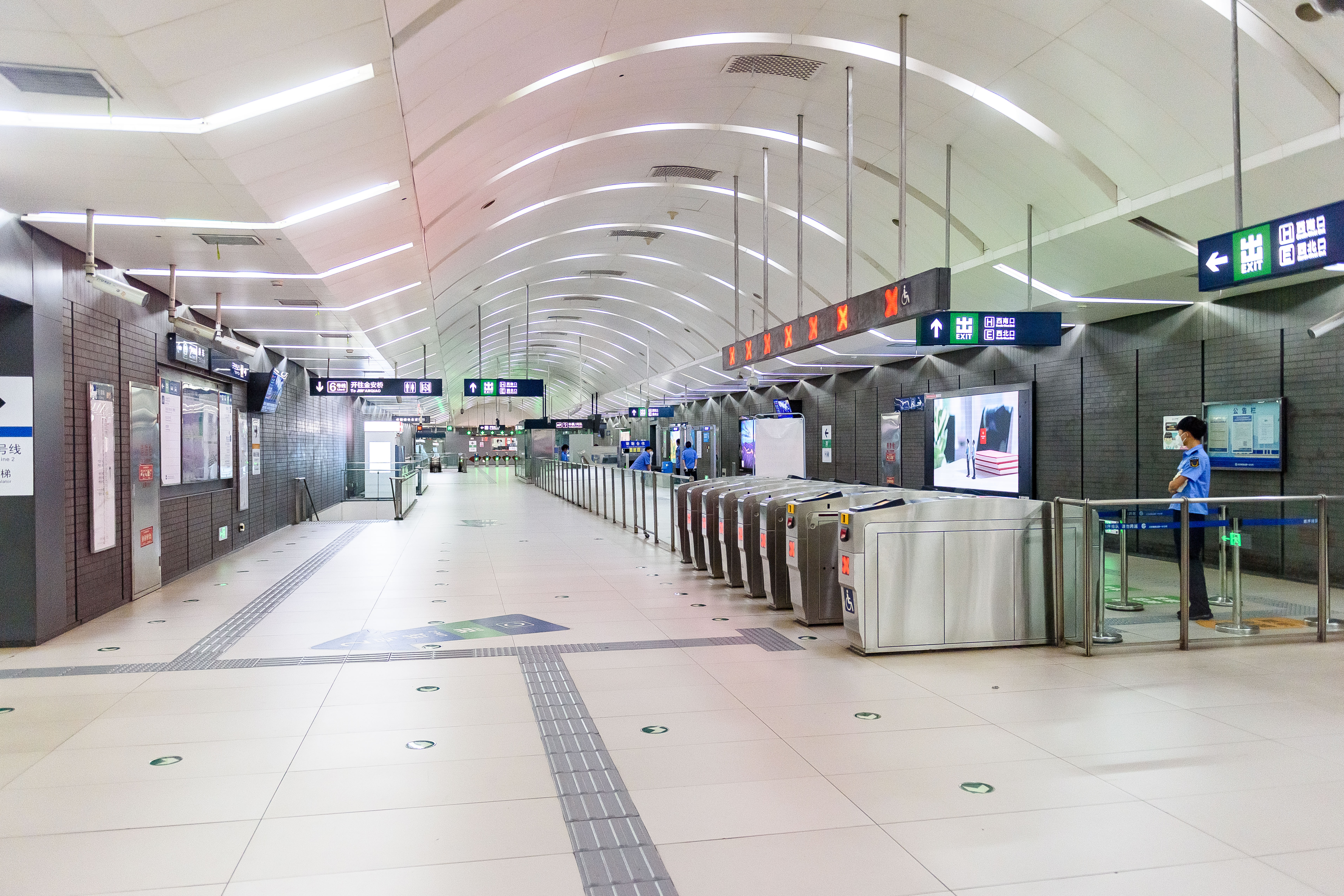
6号线北站厅西望（2022年6月摄）
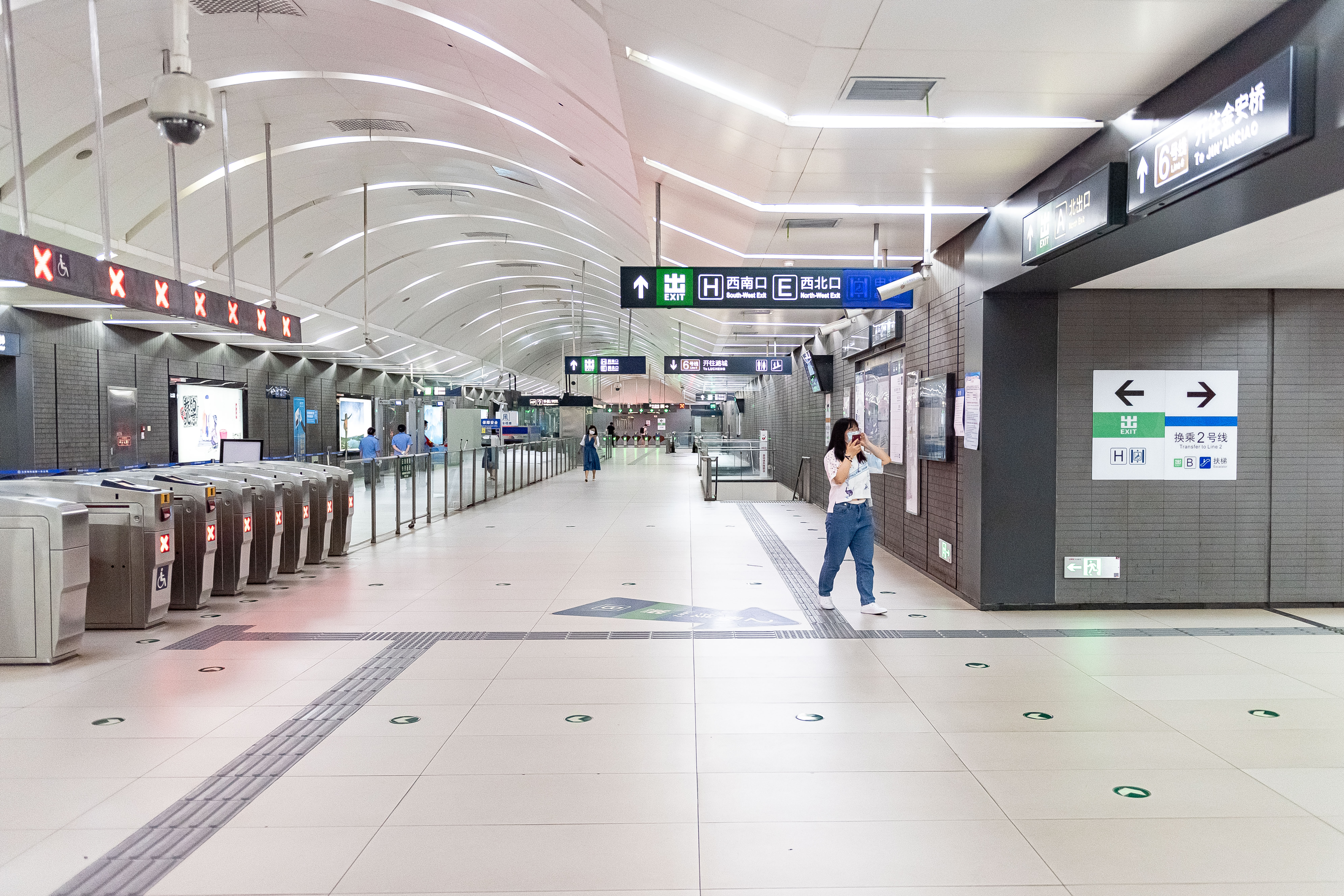
6号线南站厅西望（2022年6月摄）
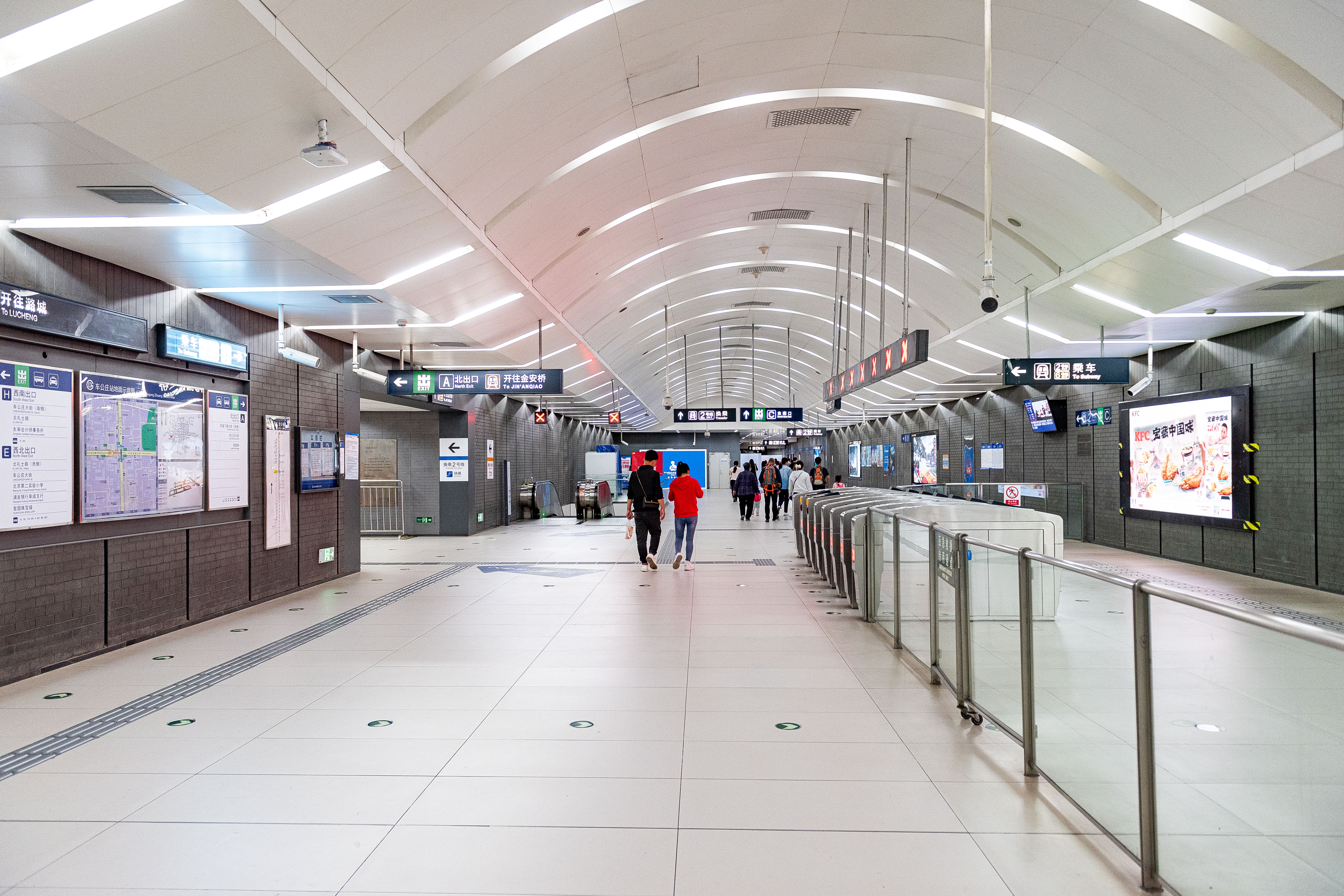
6号线南站厅东望（2021年10月摄）
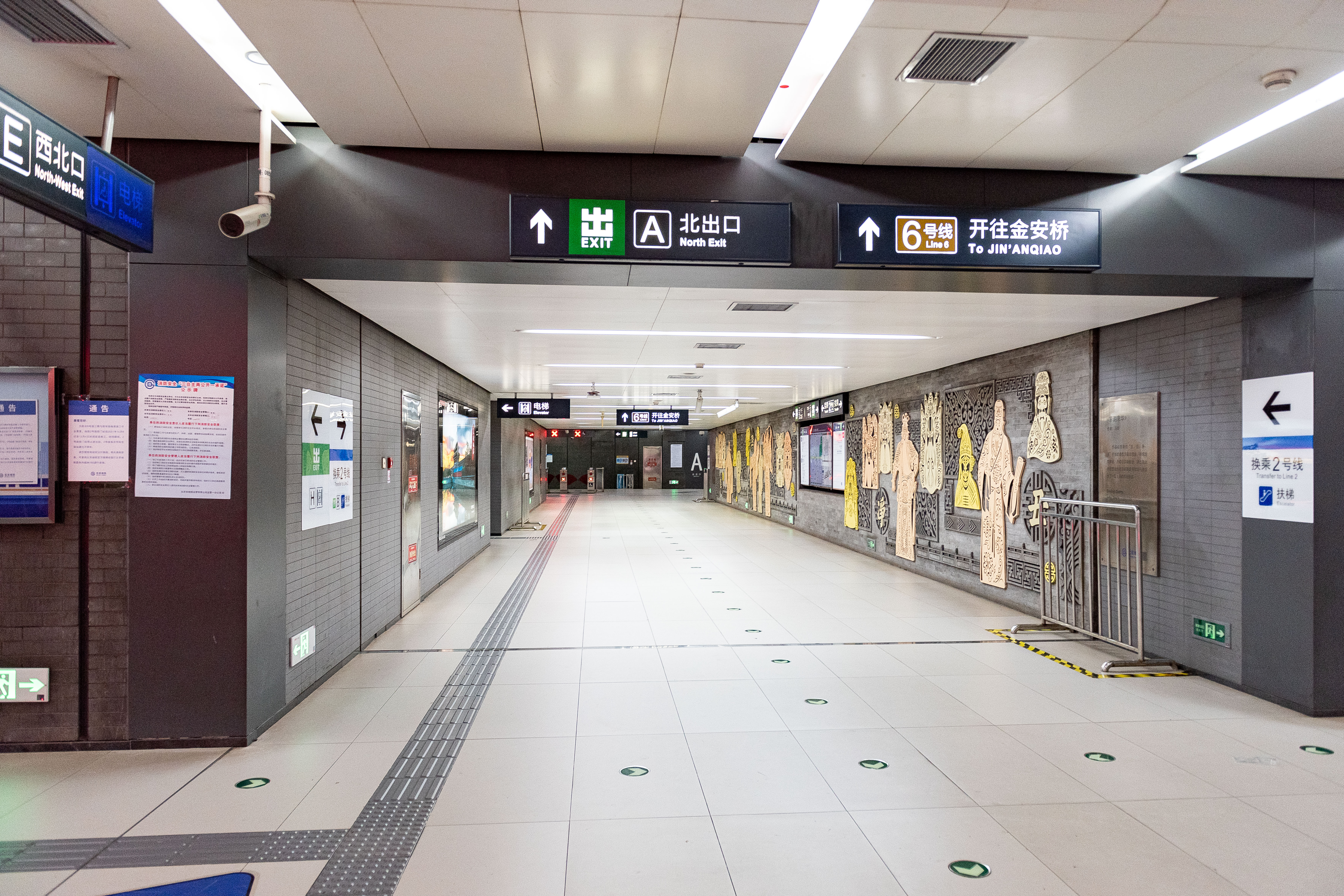
6号线站厅换向通道（2021年10月摄）
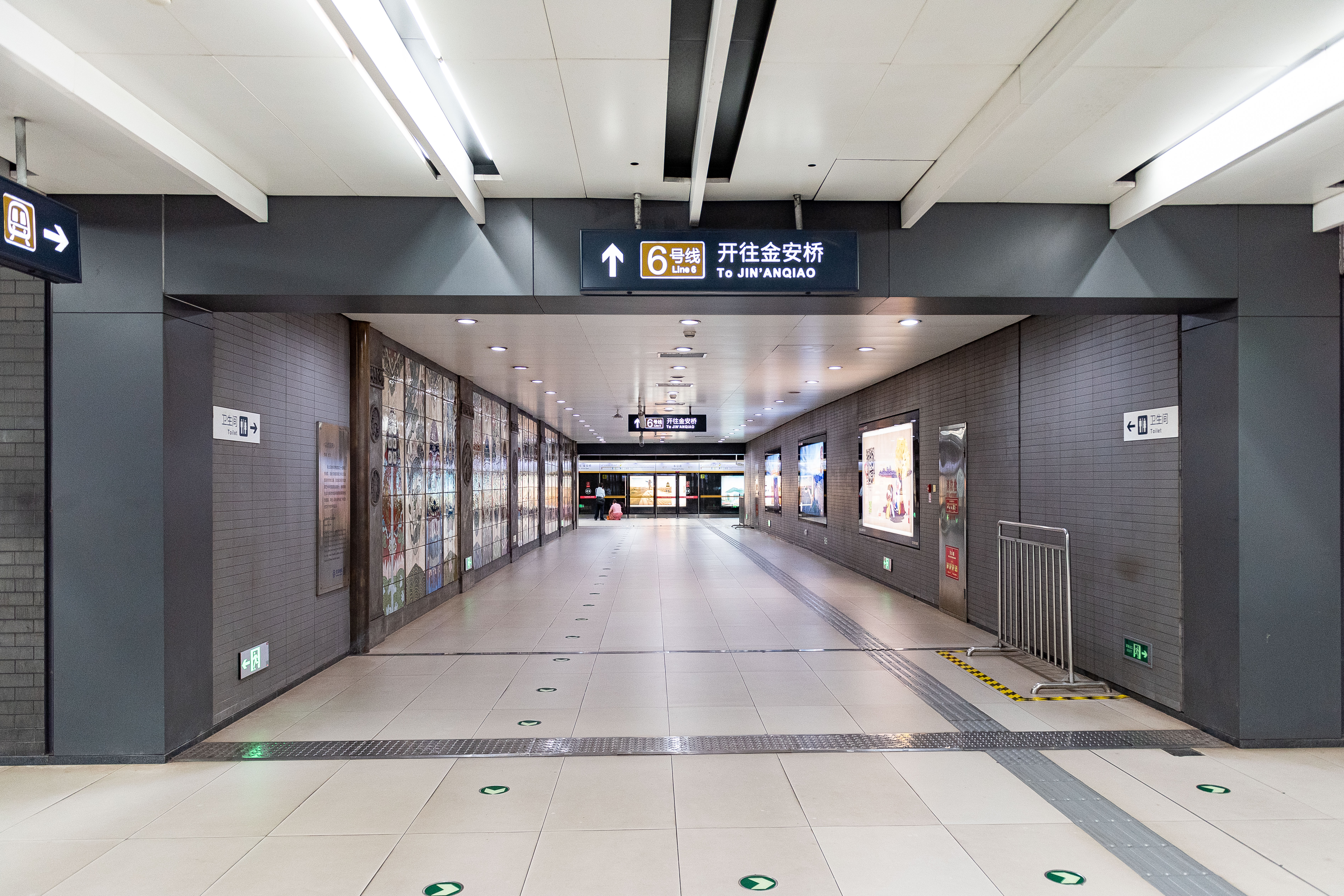
车公庄站连接地铁6号线两站台的通道（2021年10月摄）

## 出入口
车公庄站目前共有5个出入口，分别是A（北）、B（东北）、C（东南）、E（西北）、H（西南）。
|                             |                      |                                                  |      |            |
|                             |                      |                                                  |      |            |
| 编号                        | 指示                 | 建议前往的目的地                                 | 照片 | 无障碍设施 |
| 连通 2号线站厅              |                      |                                                  |      |            |
| 出口 · A                    | 西直门南大街（西侧） | 车公庄大街、官园桥、北京大学人民医院、新星出版社 |      | 不適用     |
| 出口 · B                    | 平安里西大街（北侧） | 官园公园、中国儿童中心                           |      | 不適用     |
| 出口 · C · 轮椅升降台标志   | 平安里西大街（南侧） | 中海国际中心、梅兰芳大剧院、中国对外翻译有限公司 |      |            |
| 连通 6号线站厅              |                      |                                                  |      |            |
| 出口 · E                    | 北礼士路（西侧）     | 车公庄大街、北京第二实验小学                     |      | 不適用     |
| 出口 · H · 升降机标志       | 车公庄大街（南侧）   | 北礼士路、官园批发市场                           |      |            |
| 註： 設有 \| 設有輪椅升降台 |                      |                                                  |      |            |

## 历史
1971年3月，2号线车公庄站开工，至1973年8月，车公庄站基本建成。:162	
1974年底，复兴门站至车公庄站3.6公里西环线在二期工程人力物力不足的情况下作为重点工点率先建成通车。1984年9月20日，车公庄站隨北京地鐵二期工程啟用。
20世纪90年代初，车公庄站凿除整治了公路道床，车公庄站原设计为公路无砟道床，汽车可以在道床上行驶，但其钢轨与道床之间距离很小，扣件无法进行拆卸作业，故将其改造成普通无砟道床，以便于线路设备的正常使用和维修养护。:366
2006年，为配合北京地铁既有线加装自动售检票系统工程，本站成为既有站“移梯加板”改造的试点车站，站台通向站厅的楼梯向站台中间平移5米左右，同时在车行轨道上方加一层楼板，以增加站厅面积，此次施工采取南、北站厅分别封厅施工的方式，北厅于2006年4月1日起封闭改造，4月27日恢复开放。同年5月23日，车公庄站南站厅开始改造。
2012年6月16日，因6号线与既有2号线换乘工程建设，车公庄站A口封闭，同时启用新建的B（东北）口，原东南口改称C口。同年9月1日，车公庄站因2号线站台增设通往6号线的换乘通道口，开始封闭改造，直至9月27日恢复开放。

## 未来发展
作为13号线拆分改造工程，18号线也将延伸至车公庄站，形成3线换乘。
2024年4月20日，13号线扩能提升工程01标（车公庄站）开工建设。